# Anoectangium shepherdae
Anoectangium shepherdae là một loài Rêu trong họ Pottiaceae. Loài này được (Cardot & Dixon) R.H. Zander mô tả khoa học đầu tiên năm 1993.